# Nier
Nier — компьютерная игра в жанре Action/RPG, разработанная японской студией Cavia и выпущенная Square Enix в 2010 году для Xbox 360 и PlayStation 3. В Японии версия игры для Xbox 360 выпускалась с подзаголовком Nier Gestalt; версия для PlayStation 3, выпущенная только в самой Японии и нигде больше, носила подзаголовок Nier Replicant. В 2021 году для PlayStation 4, Xbox One и Microsoft Windows было выпущено переиздание под названием NieR Replicant ver.1.22474487139….
Nier является спин-оффом серии Drakengard; её действие разворачивается на постапокалиптической Земле спустя более чем тысячу лет после мирового катаклизма. Главный герой игры и его спутники пытаются найти лекарство для больной девушки Ёны; эти поиски сталкивают героев с Тенями — загадочными существами, живущими рядом с людьми. В то время как в версии Replicant главный герой — подросток, брат Ёны, версия Gestalt представляла его зрелым мужчиной и отцом девушки — по мнению разработчиков, такой персонаж должен был больше понравиться западной аудитории.
Игра, разработанная под руководством геймдизайнера Ёко Таро, создавалась с прицелом на взрослых игроков; она включает в себя элементы множества разных жанров, в том числе Shoot ’em up и текстового квеста. Саундтрек к игре был написано композитором Кэйити Окабэ, руководителем студии Monaca; в последующие годы студия выпустила несколько основанных на этом саундтреке музыкальных альбомов. Nier получила смешанные отзывы критиков: хотя сюжет, персонажи и музыкальное сопровождение удостоились высоких похвал, обозреватели критически отзывались о различных элементах игрового процесса, особенно побочных заданиях, и об устаревшей графике; игра не снискала коммерческого успеха, хотя со временем приобрела статус культовой. В 2017 году студия Platinum Games выпустила продолжение игры — Nier: Automata, добившееся большего успеха.

## Игровой процесс
После пролога главный герой орудует лишь оружием ближнего боя — мечами и копьями, но вскоре получает в напарники болтливую книгу Гримуар Вайс (Grimoire Weiss), которая позволяет ему стрелять магическими шарами и использовать спец. приемы, которые открываются по мере похождения истории. Большую часть игры игрок сражается с тенями (Shades) — гуманоидными монстрами, но в отдельных эпизодах и локациях появляются другие враги. Камера преимущественно закреплена за спиной героя, но довольно часто перемещается на вид сбоку или сверху. Игрок волен свободно перемещаться по миру. RPG составляющая заключается в возможности выполнять побочные квесты, иногда делая выбор, прокачке оружия за хлам и деньги, и способностей за счет выбивания из мобов улучшений. Сохраняться позволялось только вручную у почтовых ящиков.

## История
Сюжет повествует о главном герое, который пытается вылечить свою сестру от болезни. Имя ему позволяется выбрать в начале. Пролог начинается в 2053 году (или в 2049 году в версии Gestalt) по хронологии мира Nier, где в середине лета идет снег, а главный герой со своей больной сестрой/дочкой (в версии Gestalt), Ёной (Yonah), прячутся в полуразрушенном продуктовом магазине. С помощью странной говорящей книги Отец/Брат отбивается от монстров, но, вернувшись, он обнаруживает, что Ёне стало хуже. Проходит 1412 (1312) лет, главный герой вместе с Ёной живут в небольшой деревне, которой управляют близняшки Попола и Девола. Вскоре Ёна убегает в поисках цветка, по легенде исполняющего желания — Лунной Слезы. Отправившись за ней, главный герой находит говорящую книгу — Гримуар Вайс. Вместе с Ёной они возвращаются в деревню. Затем главный герой помогает возвращать Вайсу его утраченную память, вместе с тем встречая новых персонажей, которые в будущем станут его спутниками — девушку-изгоя Кайнэ и мальчика Эмиля, превращающего все в камень своим взглядом.
Спустя пол-игры на деревню нападают тени, а Ёну похищает некий Лорд Теней (Shadow Lord), которого сопровождает Гримуар Нуар (Grimoire Noir). Эмилю же приходится превратить Кайнэ в камень. Проходит пять лет безуспешных поисков. Главному герою приходит письмо от Эмиля, который обнаруживает под своим особняком секретную лабораторию. Вместе они находят там огромное чудовище, прибитое к стене. Эмиль вспоминает, что тут проводили опыты на способных к магии детях и этот монстр — его сестра, а сам он — оружие, созданное чтобы сдержать её. Происходит сцена, в которой монстр съедает Эмиля. После победы над этим монстром, Эмиль возвращается в виде скелета с большой круглой маской на голове (Именно её носит главный гейм-директор серии Ёко Таро). Вместе они освобождают Кайне и узнают, что в храме, где раньше был Вайс, есть секретный проход в замок Лорда Теней. Собрав ключ, они отправляются туда и узнают, что в начале XXI века началось вымирание человечества из-за неизвестной болезни. Чтобы сохранить людской вид, был придуман проект Гештальт, целью которого было отделение души от тела. Было необходимо содержать души в специальном хранилище, пока болезнь не прекратится, а затем перенести их в новые специально выращенные тела, в репликантов, но они начали обретать разум. Следили же за их сохранностью андроиды Попола и Девола. Для завершения проекта надо было найти полностью совместимого человека, им и являлся оригинальный главный герой, ставший Лордом Теней. Болезнь же возникала из-за частиц бога, который попал из мира Drakengard. Все эти века специальные роботы отправляли эти частицы обратно, тем самым исцеляя мир. Для активации программы возвращения душ в тела, была необходима совместное подтверждение Вайса и Нуара, но Вайс потерял память и не смог выполнить протокол. В итоге, главный герой побеждает Лорда Теней, тем самым обрекая человечество на вымирание, и спасает Ёну, которая, так же как и он, является репликантом. После титров игра начинается с момента освобождения Кайнэ из камня, а при дальнейшем прохождении стали открываться дополнительные катсцены, привносящие в историю глубины. При сборе всего оружия, открываются ещё 2 концовки — в них Кайнэ начинает превращаться в тень, и главный герой может либо убить её, либо спасти, но за спасение само его существование будет стерто из мира, в том числе и сохранения игрока.

## Разработка
Созданием игры занималась компания Cavia, ответственная за предыдущие игры серии. Согласно интервью с разработчиками, размещенном в Grimoire Nier (см. дополнительный контент), разработка заняла 3 года, а отдельная версия для Японии была под угрозой отмены из-за того, что издатель хотел выпустить игру раньше, но геймдиректор Ёко Таро настоял на выпуске отдельной версии. Изначально планировалось выпустить Nier Replicant только с японскими субтитрами и английской озвучкой, но в итоге продюсер Ёсуке Сайто принял решение добавить японскую озвучку, а некоторых актёров лично выбирал Ёко Таро. В июле 2010 года компания Cavia была распущена, что свидетельствует о финансовом провале игры.

## Дополнительный контент
В 2010 дополнительно к игре была выпущена книга Grimoire Nier, содержащая различную дополнительную информацию об игре, в том числе и различные небольшие рассказы, раскрывающие историю мира и персонажей. Особенно выделялся рассказ «The Lost World», который представлял собой пятую, каноничную концовку, продолжающий историю после того, как главный герой пожертвовал собой ради Кайнэ. Книга была выпущена эксклюзивно в Японии. Для игры же было разработано дополнение «Путь в мир призраков», представляющее собой дополнительные уровни, оружие и костюмы.

## Отзывы и награды
| Сводный рейтинг       | Сводный рейтинг              |
| Агрегатор             | Оценка                       |
| --------------------- | ---------------------------- |
| GameRankings          | PS3: 69,89 % X360: 69,26 %   |
| Metacritic            | PS3: 68 / 100 X360: 67 / 100 |
| Иноязычные издания    |                              |
| Издание               | Оценка                       |
| 1UP.com               | C-                           |
| Edge                  | 7/10                         |
| Eurogamer             | 6 / 10                       |
| Famitsu               | 34 / 40                      |
| Game Informer         | 6,5/10                       |
| GameSpot              | 5 / 10                       |
| IGN                   | 7 / 10                       |
| RPGamer               | 4,5 / 5                      |
| IGN Австралия         | 7,3 / 10                     |
| Русскоязычные издания |                              |
| Издание               | Оценка                       |
| «Игромания»           | 6,0/10                       |
| «Игры Mail.ru»        | 6,5/10                       |
| «Страна игр»          | 7/10                         |

Игра получила сдержанные оценки, на Metacritic оценка прессы колеблется в районе 67-68 баллов, в то время как у игроков она достигает 8.4-8.6 баллов на момент 5 апреля 2020 года. Основные претензии были к графике и мертвому открытому миру. Хвалили же её в первую очередь за историю.

## Комментарии
1. ↑  На обложке игры и в рекламных материалах стилизовано как NieR или NIER.
2. ↑   (яп. ニーア ゲシュタルト ниа гэсютаруто)
3. ↑   (яп. ニーア レプリカント ниа рэпуриканто)
4. ↑  Число 1,22474487139… является квадратным корнем из 1,5.